# Gomide
Gomide ist ein Ort und eine ehemalige Gemeinde (Freguesia) im Norden Portugals.
Gomide gehört zum Kreis Vila Verde im Distrikt Braga. Die Gemeinde hatte eine Fläche von 3,3 km² und 230 Einwohner (Stand 30. Juni 2011).
Am 29. September 2013 wurden die Gemeinden Gomide, Sande, Vilarinho und Barros zur neuen Gemeinde União das Freguesias de Sande, Vilarinho, Barros e Gomide zusammengeschlossen.